# Триверо
Триверо (італ. Trivero, п'єм. Trivé) — муніципалітет в Італії, у регіоні П'ємонт,  провінція Б'єлла.
Триверо розташоване на відстані близько 550 км на північний захід від Рима, 80 км на північний схід від Турина, 15 км на північний схід від Б'єлли.
Населення — 5867 осіб (2014).
Покровитель — San Quirico.

## Демографія
Населення за роками:

Станом на 31 грудня 2014 року в муніципалітеті офіційно проживало 335 іноземців з 25 країн, серед них 31 громадянин країн Євросоюзу та 27 громадян України.

## Сусідні муніципалітети
- Камандона
- Каприле
- Кревакуоре
- Курино
- Меццана-Мортільєнго
- Моссо
- Портула
- Прай
- Скопелло
- Сопрана
- Строна
- Валланценго
- Валле-Моссо
- Валле-Сан-Ніколао